# Campionato mondiale di hockey su prato 2010
L'edizione del 2010 della Coppa del Mondo di hockey maschile è stata la 12a rassegna mondiale del torneo di hockey su prato e si è tenuta dal 28 febbraio al 13 marzo 2010 nel Dhyan Chand National Stadium, a Nuova Delhi in India.
Si è trattata della seconda edizione dei mondiali di hockey che ha visto l'India come paese ospitante, dopo quella del 1982.
I detentori tedeschi del titolo del 2006 hanno ceduto in finale perdendo contro la nazionale australiana.
Per l'Australia si è trattato del 2º titolo, dopo quello vinto nella rassegna di Londra del 1986.
I Paesi Bassi hanno conquistato la terza piazza, battendo l'Inghilterra per 4-3, ottenendo in tal modo l'ottava medaglia nella rassegna iridata, di cui 3 d'oro, 3 d'argento e 2 di bronzo.

## Candidatura
Il paese ospitante è stato annunciato il 18 luglio 2008 dalla Federazione Internazionale di Hockey.

## Qualificazioni
Tutte le squadre che hanno vinto la rassegna continentale di riferimento in una delle cinque confederazioni e la nazione ospitante si sono qualificate automaticamente al campionato del mondo. La Federazione europea ha ottenuto tre slot supplementari in base alla classifica mondiale della International Hockey Federation al termine delle Olimpiadi estive del 2008. Infine, i tre slot residui sono andati alle tre squadre che hanno vinto i turni di qualificazioni.
Le dodici squadre che hanno partecipato ai campionati del mondo sono di seguito riportate, con la loro posizione in classifica prima del torneo:
| Data                       | Evento              | Luogo                       | Squadra qualificata                                     |
| -------------------------- | ------------------- | --------------------------- | ------------------------------------------------------- |
| 11 novembre 2008           | Paese ospitante     |                             | India (12)                                              |
| 7-15 marzo 2009            | Coppa Panamericana  | Santiago, Cile              | Canada (11)                                             |
| 9-16 maggio 2009           | Campionato asiatico | Kuantan, Malaysia           | Corea del Sud (5)                                       |
| 10-18 luglio 2009          | Campionato africano | Accra, Ghana                | Sudafrica (13)                                          |
| 22-30 agosto 2009          | Campionato europeo  | Amsterdam, Paesi Bassi      | Inghilterra (6) Germania (1) Paesi Bassi (4) Spagna (3) |
| 25-29 agosto 2009          | Coppa d'Oceania     | Invercargill, Nuova Zelanda | Australia (2)                                           |
| 31 ottobre-8 novembre 2009 | Qualificazioni 1    | Lilla, Francia              | Pakistan (7)                                            |
| 7-15 novembre 2009         | Qualificazioni 2    | Invercargill, Nuova Zelanda | Nuova Zelanda (8)                                       |
| 14-22 novembre 2009        | Qualificazioni 3    | Quilmes, Argentina          | Argentina (14)                                          |

## Arbitri
- Christian Blasch
- Ged Curran
- David Gentles
- Colin Hutchinson
- Hamish Jamson
- Kim Hong-lae
- Satinder Kumar
- Andy Mair

- Raghu Prasad
- Tim Pullman
- Marcelo Servetto
- Gary Simmonds
- Amarjit Singh
- Simon Taylor
- Roel van Eert
- John Wright

## Formula
12 squadre sono inizialmente state inserite in due gironi composti da sei (6) squadre ciascuno, in cui ogni squadra ha affrontato le altre appartenenti allo stesso girone. Le prime due di ogni gruppo si sono qualificate alle semifinali del torneo a eliminazione diretta, in cui le due vincenti hanno avuto accedesso alla finalissima per la medaglia d'oro, mentre le due perdenti hanno disputato la finale 3º-4º posto che assegna la medaglia di bronzo.

## Risultati

### Fase preliminare
Le migliori due squadre di ogni gruppo passano alle semifinali.
|  | Qualificate alle semifinali |
|  | Eliminate                   |

#### Gruppo A
| Squadra       | Pt | PG | V | P | S | GF | GS | Diff.za |
| ------------- | -- | -- | - | - | - | -- | -- | ------- |
| Germania      | 11 | 5  | 3 | 2 | 0 | 19 | 9  | 10      |
| Paesi Bassi   | 10 | 5  | 3 | 1 | 1 | 15 | 5  | 10      |
| Corea del Sud | 10 | 5  | 3 | 1 | 1 | 16 | 8  | 8       |
| Argentina     | 6  | 5  | 2 | 0 | 3 | 9  | 11 | −2      |
| Nuova Zelanda | 6  | 5  | 2 | 0 | 3 | 8  | 12 | −4      |
| Canada        | 0  | 5  | 0 | 0 | 5 | 6  | 28 | −22     |

#### Partite Gruppo A
| Arbitro: | Satinder Kumar Marcelo Servetto |

|                                  |           |                       |
| Bhana 11’ Haig 47’ Archibald 66’ | Marcatori | Pearson 1’ Wright 20’ |

| Arbitro: | Ged Curran Tim Pullman |

|                    |           |                          |
| Fuchs 50’ Wess 58’ | Marcatori | Hye-sung 4’ Nam-yong 15’ |

| Arbitro: | Hamish Jamson David Gentles |

|                                     |           |  |
| Taekema 13’ Taekema 35’ Taekema 61’ | Marcatori |  |

| Arbitro: | David Gentles Kim Hong-lae |

|  |           |                                                              |
|  | Marcatori | Wess 3’ Montag 21’ Müller 22’ Haener 27’ Fuchs 58’ Fuchs 63’ |

| Arbitro: | Christian Blasch Satinder Kumar |

|              |           |                           |
| Callioni 53’ | Marcatori | Nam-yong 62’ Hyun-woo 70’ |

| Arbitro: | Marcelo Servetto John Wright |

|            |           |                                                |
| Burrows 1’ | Marcatori | Leendert Brouwer 2’ Taekema 7’ Hertzberger 27’ |

| Arbitro: | Gary Simmonds Satinder Kumar |

|              |           |                        |
| Nam-yong 70’ | Marcatori | Hayward 4’ Couzins 22’ |

| Arbitro: | Kim Hong-lae Ged Curran |

|                                                                       |           |  |
| Taekema 41’ Brouwer 43’ Hofman 48’ Reckers 53’ Hofman 56’ Reckers 63’ | Marcatori |  |

| Arbitro: | Roel van Eert Andy Mair |

|                                               |           |                                |
| Zwicker 5’ Zwicker 14’ Witthaus 23’ Häner 51’ | Marcatori | Vila 6’ Paredes 34’ Ibarra 55’ |

| Arbitro: | Colin Hutchinson Simon Taylor |

| |           |                       |
| Hyun-woo 23’ Jong-hyun 35’ Nam-yong 38’ Sung-hoon 40’ Hyo-sik 41’ Jong-hyun 42’ Jong-hyun 61’ Hyo-sik 63’ Hyun-woo 67’ | Marcatori | Wright 42’ Wright 51’ |

| Arbitro: | Christian Blasch Gary Simmonds |

|  |           |              |
|  | Marcatori | Callioni 55’ |

| Arbitro: | David Gentles Andy Mair |

|                     |           |                          |
| Korn 44’ Montag 63’ | Marcatori | Jolie 23’ de Nooijer 65’ |

| Arbitro: | Andy Mair John Wright |

|                                                       |           |                         |
| Menke 15’ Fuchs 28’ Witte 47’ Fürste 63’ Witthaus 64’ | Marcatori | McAleese 51’ Wilson 54’ |

| Arbitro: | David Gentles Ged Curran |

|            |           |                          |
| Brouwer 1’ | Marcatori | Hyun-woo 31’ Jong-ho 45’ |

| Arbitro: | Hamish Jamson Kim Hong-lae |

|                        |           |                                             |
| Tupper 60’ Jameson 65’ | Marcatori | Vila 29’ Paredes 43’ Almada 56’ Argento 70’ |

#### Gruppo B
| Squadra     | Pt | PG | V | P | S | GF | GS | Diff.za |
| ----------- | -- | -- | - | - | - | -- | -- | ------- |
| Australia   | 12 | 5  | 4 | 0 | 1 | 23 | 6  | 17      |
| Inghilterra | 12 | 5  | 4 | 0 | 1 | 17 | 12 | 5       |
| Spagna      | 9  | 5  | 3 | 0 | 2 | 12 | 8  | 4       |
| India       | 4  | 5  | 1 | 1 | 3 | 13 | 17 | −4      |
| Sudafrica   | 4  | 5  | 1 | 1 | 3 | 13 | 28 | −15     |
| Pakistan    | 3  | 5  | 1 | 0 | 4 | 9  | 16 | −7      |

#### Partite Gruppo B
| Arbitro: | Roel van Eert Colin Hutchinson |

|                     |           |                                            |
| Hykes 16’ Haley 30’ | Marcatori | Oliva 19’ Alegre 20’ Garza 45’ Quemada 61’ |

| Arbitro: | Christian Blasch Kim Hong-lae |

|                     |           |                                     |
| Dwyer 23’ Dwyer 64’ | Marcatori | Jackson 24’ Tindall 33’ Tindall 45’ |

| Arbitro: | Andy Mair John Wright |

|                                                                            |           |           |
| Shivendra Singh 25’ Sandeep Singh 35’ Prabhjot Singh 37’ Sandeep Singh 56’ | Marcatori | Abbas 59’ |

| Arbitro: | Tim Pullman Simon Taylor |

|                                                   |           |                                                                     |
| Harper 10’ Norris-Jones 25’ Harper 53’ McDade 67’ | Marcatori | Mantell 15’ Moore 23’ Jackson 43’ Catlin 50’ Mackay 51’ Mantell 57’ |

| Arbitro: | Gary Simmonds Roel van Eert |

|                   |           |            |
| Khan 29’ Khan 67’ | Marcatori | Alegre 65’ |

| Arbitro: | Ged Curran Andy Mair |

|                             |           |                                                         |
| Pillay 35’ Rajpal Singh 53’ | Marcatori | de Young 2’ Turner 7’ Abbott 26’ Doerner 42’ Turner 43’ |

| Arbitro: | Simon Taylor Hamish Jamson |

|  |           | |
|  | Marcatori | Doerner 16’ Turner 20’ Abbott 26’ Doerner 34’ Kavanagh 35’ Butturini 44’ Doerner 49’ Dwyer 52’ Dwyer 54’ Turner 62’ Doerner 66’ Doerner 68’ |

| Arbitro: | Christian Blasch Tim Pullman |

|                                                               |           |                     |
| Clarke 20’ Jackson 32’ Middleton 52’ Clarke 62’ Middleton 65’ | Marcatori | Abbasi 45’ Butt 49’ |

| Arbitro: | John Wright David Gentles |

|                              |           |                                                     |
| Sandeep Singh 39’ Chandi 43’ | Marcatori | Sala 19’ Amat 35’ Quemada 41’ Oliva 42’ Quemada 67’ |

| Arbitro: | John Wright Ged Curran |

|                        |           |  |
| Doerner 20’ Turner 60’ | Marcatori |  |

| Arbitro: | Tim Pullman Hamish Jamson |

|                                         |           |                            |
| Carr 38’ Haley 41’ Paton 46’ Harper 54’ | Marcatori | Butt 6’ Imran 68’ Ahme 70’ |

| Arbitro: | Christian Blasch Marcelo Servetto |

|                             |           |                                     |
| Chandi 54’ Rajpal Singh 57’ | Marcatori | Tindall 16’ Jackson 42’ Jackson 47’ |

| Arbitro: | Tim Pullman Satinder Kumar |

|                       |           |  |
| Quemada 35’ Tubau 64’ | Marcatori |  |

| Arbitro: | Marcelo Servetto Gary Simmonds |

|                       |           |           |
| Abbott 38’ Abbott 68’ | Marcatori | Abbas 24’ |

| Arbitro: | Ged Curran Roel van Eert |

|                                                      |           |                                         |
| Sarvanjit Singh 17’ Santhosh 25’ Shivendra Singh 66’ | Marcatori | Norris-Jones 7’ Reid-Ross 39’ Smith 48’ |

### Classifica dal quinto al dodicesimo posto

#### Undicesimo e dodicesimo posto
| Arbitro: | Colin Hutchinson Simon Taylor |

|                                   |           |                 |
| Grimes 12’ Pearson 58’ Tupper 83’ | Marcatori | Butt 4’ Ali 46’ |

#### Nono e decimo
| Arbitro: | Hamish Jamson Satinder Kumar |

|                                                      |                |                                                     |
| Inglis 40’ Hayward 42’ Hayward 49’ Hayward 70’       | Marcatori      | Reid-Ross 4’ Norris-Jones 45’ Paton 50’ Hammond 57’ |
| Archibald Couzins Hayward McAleese Wilson —— Couzins | Shootout 5 – 4 | Madsen Reid-Ross Paton Haley Carr —— Madsen         |

#### Settimo e ottavo
| Arbitro: | Tim Pullman Kim Hong-lae |

|                                            |           |                                       |
| Argento 28’ Vila 43’ Vila 45’ Callioni 46’ | Marcatori | Sandeep Singh 42’ Shivendra Singh 49’ |

#### Quinto e sesto
| Arbitro: | Ged Curran Roel van Eert |

|  |           |                  |
|  | Marcatori | Amat 1’ Amat 32’ |

### Fase a eliminazione diretta

#### Tabellone
|  | Semifinali  | Semifinali  | Semifinali |          |           | Finale          | Finale          | Finale          |  |
|  |             |             |            |          |           |                 |                 |                 |  |
|  | Germania    | Germania    | 4          |          |           |                 |                 |                 |  |
|  | Germania    | Germania    | 4          |          |           |                 |                 |                 |  |
|  | Inghilterra | Inghilterra | 1          |          |           |                 |                 |                 |  |
|  | Inghilterra | Inghilterra | 1          |          | Australia | Australia       | 2               |                 |  |
|  |             |             |            |          | Australia | Australia       | 2               |                 |  |
|  |             |             | Germania   | Germania | 1         |                 |                 |                 |  |
|  | Australia   | Australia   | Germania   | Germania | 1         | 2               |                 |                 |  |
|  | Australia   | Australia   |            |          |           | 2               |                 |                 |  |
|  | Paesi Bassi | Paesi Bassi | 1          |          |           | Finale 3º posto | Finale 3º posto | Finale 3º posto |  |
|  | Paesi Bassi | Paesi Bassi | 1          |          |           |                 |                 |                 |  |
|  |             |             |            |          |           |                 |                 |                 |  |
|  |             |             |            |          |           | Paesi Bassi     | Paesi Bassi     | 4               |  |
|  |             |             |            |          |           | Paesi Bassi     | Paesi Bassi     | 4               |  |
|  |             |             |            |          |           | Inghilterra     | Inghilterra     | 3               |  |

#### Semifinali
| Arbitro: | David Gentles John Wright |

|                                       |           |           |
| Montag 6’ Korn 11’ Häner 31’ Butt 60’ | Marcatori | Smith 19’ |

| Arbitro: | Christian Blasch Andy Mair |

|                        |           |             |
| Doerner 27’ Turner 56’ | Marcatori | Taekema 58’ |

#### Finale per il terzo posto
| Arbitro: | Marcelo Servetto Gary Simmonds |

|                                                     |           |                                     |
| de Nooijer 22’ Taekema 48’ Vermeulen 55’ Hofman 67’ | Marcatori | Brogdon 23’ Jackson 30’ Jackson 34’ |

#### Finale
| Arbitro: | Andy Mair John Wright |

|                         |           |            |
| Ockenden 6’ Doerner 60’ | Marcatori | Fürste 48’ |

| Campione del mondo di Hockey su prato del 2010 |
| ---------------------------------------------- |
| Australia 2º titolo                            |

## Squadra vincitrice
| Giocatore         | Status    |
| ----------------- | --------- |
| Jamie Dwyer       | Capitano  |
| Liam De Young     | Giocatore |
| Simon Orchard     | Giocatore |
| Glenn Turner      | Giocatore |
| Robert Hammond    | Giocatore |
| Matthew Butturini | Giocatore |
| Mark Knowles      | Giocatore |
| Eddie Ockenden    | Giocatore |
| Luke Doerner      | Giocatore |
| Grant Schubert    | Giocatore |
| Matthew Swann     | Giocatore |
| Nathan Burgers    | Portiere  |
| George Bazeley    | Portiere  |
| Kieran Govers     | Giocatore |
| Kiel Brown        | Giocatore |
| Graeme Begbie     | Giocatore |
| Fergus Kavanagh   | Giocatore |
| Desmond Abbott    | Giocatore |

## Statistiche

### Classifica finale
| Classifica | Nazionale     |
| ---------- | ------------- |
| Oro        | Australia     |
| Argento    | Germania      |
| Bronzo     | Paesi Bassi   |
| 4          | Inghilterra   |
| 5          | Spagna        |
| 6          | Corea del Sud |
| 7          | Argentina     |
| 8          | India         |
| 9          | Sudafrica     |
| 10         | Nuova Zelanda |
| 11         | Canada        |
| 12         | Pakistan      |

### Classifica marcatori
| Giocatore          | Nazionale     | Reti |
| ------------------ | ------------- | ---- |
| Luke Doerner       | Australia     | 9    |
| Taeke Taekema      | Paesi Bassi   | 7    |
| Ashley Jackson     | Inghilterra   | 7    |
| Glenn Turner       | Australia     | 6    |
| Des Abbott         | Australia     | 4    |
| Andy Hayward       | Nuova Zelanda | 4    |
| Lee Nam-yong       | Corea del Sud | 4    |
| Nam Hyun-woo       | Corea del Sud | 4    |
| Sandeep Singh      | India         | 4    |
| Florian Fuchs      | Germania      | 4    |
| Pau Quemada        | Spagna        | 4    |
| Jamie Dwyer        | Australia     | 4    |
| Lucas Vila         | Argentina     | 4    |
| Facundo Callioni   | Argentina     | 3    |
| James Tindall      | Inghilterra   | 3    |
| Rehan Butt         | Pakistan      | 3    |
| Jan-Marco Montag   | Germania      | 3    |
| Lloyd Norris-Jones | Sudafrica     | 3    |
| Rogier Hofman      | Paesi Bassi   | 3    |
| Philip Wright      | Canada        | 3    |
| Shivendra Singh    | India         | 3    |
| Pol Amat           | Spagna        | 3    |
| Marvin Harper      | Sudafrica     | 3    |
| Jang Jong-hyun     | Corea del Sud | 3    |

Fonte.

## Premi individuali
| Capocannoniere | Miglior giocatore | Miglior difensore | Miglior portiere | Trofeo Fair Play |
| -------------- | ----------------- | ----------------- | ---------------- | ---------------- |
| Luke Doerner   | Guus Vogels       | Maximilian Müller | Guus Vogels      | Nuova Zelanda    |